# Metalist 1925 Kharkiv
Ne pas confondre avec le Metalist Kharkiv
Maillots
Le Futbolni Klub Metalist 1925 Kharkiv (en ukrainien : Футбольний Клуб Металіст 1925 Харків), plus couramment abrégé en Metalist 1925 Kharkiv, est un club ukrainien de football fondé en 2016 et basé dans la ville de Kharkiv.
Malgré un nom similaire, il n'a aucun lien légal avec l'historique Metalist Kharkiv.

## Histoire
Le Metalist 1925 est établi le 17 août 2016 à l'initiative du président de la fédération de football de l'oblast de Kharkiv Sergueï Storojenko avec le soutien d'un groupe d'entrepreneurs et de supporters du Metalist Kharkiv. Ce dernier club, équipe historique de la ville de Kharkiv venait alors tout juste de faire faillite quelques mois plus tôt tandis que son propriétaire Serhiy Kurchenko a refusé d'en revendre les droits. Le Metalist 1925 est donc formé en réaction à cette disparition, reprenant même les couleurs jaune et bleu du Metalist, et s'affirme comme une entité populaire dirigée par ses supporters et se focalisant sur une équipe constituée de joueurs locaux,.
Peu après sa création, le club intègre dans la foulée le championnat ukrainien amateur, constituant la quatrième division nationale, dans le cadre de la saison 2016-2017, disputant notamment son premier match dès le 21 août 2016 contre la troisième équipe de l'Inhoulets Petrove pour un succès 2-1. Par la suite, l'équipe parvient à finir première de la deuxième poule de la compétition, finissant à égalité de points avec le Tavria-Skif Rozdol mais passant devant à la faveur des autres critères de classement, ce qui lui permet d'être promu dans la troisième division professionnelle. Le Metalist 1925 échoue cependant à remporter le championnat lors du match pour le titre, étant alors largement battu par l'Ahrobiznes Volotchysk sur le score de 4-0.
Obtenant officiellement le statut professionnel le 21 juin 2017, le club annonce dans la foulée un changement de logo quelques semaines plus tard. Pour ses débuts au troisième échelon, l'équipe s'impose rapidement comme l'une des dominantes du groupe B, connaissant notamment une série de 18 matchs sans défaites entre juillet et novembre 2017. Elle établit de plus le record d'affluence pour un match de troisième division alors que 14 521 personnes assistent à la rencontre contre le SK Dnipro-1 le 17 septembre 2017 au stade Metalist. Malgré une baisse de forme relative durant la deuxième partie de saison, qui l'oblige à concéder la première place du groupe au Dnipro-1, le club parvient par la suite à se classer deuxième et à assurer une deuxième promotion consécutive à l'issue de la saison.
Pour sa première saison en deuxième division, le Metalist 1925 connaît une nouvelle fois de très bons débuts, dominant une nouvelle fois le classement en compagnie du Dnipro-1 en se plaçant deuxième au moment de la trêve hivernale. Cependant, comme lors de l'exercice précédent, la forme de l'équipe vacille après la reprise et le club doit cette fois se contenter de la quatrième position, à un point du Volyn Loutsk et d'une participation aux barrages de promotion. La saison 2019-2020 voit elle aussi le club bien démarrer pour se classer dans les places de promotion à l'issue de la phase aller avant de rechuter par la suite pour finir en septième position. Il parvient finalement à monter à l'issue de l'exercice suivant, s'assurant une place parmi les trois premiers lors de l'avant-dernière journée.

## Stade
Le Metalist 1925 Kharkiv joue ses matchs à domicile au stade Metalist qu'il partage jusqu'en 2020 avec le Chakhtar Donetsk.

## Bilan par saison
| Saison    | Championnat | Championnat | Championnat | Championnat | Championnat | Championnat | Championnat | Championnat | Championnat | Championnat | Coupe d'Ukraine     |
| Saison    | Division    | Pos         | Pts         | J           | V           | N           | D           | BP          | BC          | Diff        | Coupe d'Ukraine     |
| --------- | ----------- | ----------- | ----------- | ----------- | ----------- | ----------- | ----------- | ----------- | ----------- | ----------- | ------------------- |
| 2016-2017 | 4e groupe 2 | 1er         | 43          | 20          | 13          | 4           | 3           | 46          | 18          | +28         | —                   |
| 2017-2018 | 3e groupe B | 2e          | 67          | 33          | 21          | 4           | 8           | 77          | 27          | +50         | 64es de finale      |
| 2018-2019 | 2e          | 4e          | 51          | 28          | 15          | 6           | 7           | 35          | 20          | +15         | Seizièmes de finale |
| 2019-2020 | 2e          | 7e          | 51          | 30          | 15          | 6           | 9           | 44          | 34          | +10         | 32es de finale      |
| 2020-2021 | 2e          | 3e          | 56          | 30          | 16          | 8           | 6           | 36          | 22          | +14         | 64es de finale      |
| 2021-2022 | 1re         | 10e         | 19          | 18          | 6           | 1           | 11          | 17          | 29          | -12         | Huitièmes de finale |
| 2022-2023 | 1re         | 12e         | 32          | 30          | 6           | 14          | 10          | 23          | 42          | -19         | —                   |
| 2023-2024 | 1re         | 16e         | 23          | 30          | 5           | 8           | 17          | 32          | 57          | -25         | Seizièmes de finale |

Légende
- Promotion en division supérieure.
- Relégation en division inférieure.

## Personnalités du club

### Présidents du club
- Iaroslav Vdovenko

### Entraîneurs du club
- Oleksandr Pryzetko (16 août 2016 - 26 septembre 2017)[14]
- Vyatcheslav Khrouslov (26 septembre 2017 - 28 septembre 2017)
- Oleksandr Ivanov (28 septembre 2017 - 3 mai 2018)
- Serhiy Ralyuchenko (3 mai 2018 - 8 mai 2018)
- Serhiy Valyayev (8 mai 2018 - 11 septembre 2018)
- Oleksandr Horyaïnov (11 septembre 2018 - 4 juin 2019)
- Andriy Demtchenko (4 juin 2019 - 21 juillet 2020)
- Vyatcheslav Khrouslov (21 juillet 2020 - 21 août 2020)
- Valeriy Kriventsov (21 août 2020 - 23 octobre 2022)
- Edmar (23 octobre 2022 - 6 novembre 2023)
- Oleg Holodyuk (6 novembre 2023 - 20 décembre 2023)
- Viktor Skripnik (20 décembre 2023 - 28 juillet 2024)
- Patrick van Leeuwen (20 août 2024 - mai 2025)
- Mladen Bartulović (depuis juin 2025)